# Tervel di Bulgaria
Tervel (in bulgaro Тервел?; ... – 721) fu il secondo sovrano del Primo Impero bulgaro.
Secondo il Nominalia dei khan bulgari egli successe al Khan Asparuch dopo la sua morte. Secondo varie fonti il periodo del suo regno sarebbe stato il 700-721 o il 701-718. Nel 705 fu elevato dall'imperatore Giustiniano II Rinotmeto al titolo di Cesare. Secondo il prof. Vasil Zlatarski il suddetto titolo sarebbe stato accompagnato dalla sua conversione al cristianesimo.
Grazie a lui la storia della Bulgaria sarebbe stata in gran parte collegata alla Penisola balcanica, l'Impero bizantino e gli slavi sudorientali. Con la sua politica attiva e profondamente saggia, Tervel rese noto non solo il suo nome, ma anche quello del khanato e dei Bulgari in tutto il mondo medievale di quel tempo.

## Biografia

### Origini
Noto nelle fonti storiografiche bizantine con i nomi alternativi di Tarvel, o Terval, o Terbelis, secondo la cronologia dei Kniaź (КНѪЗЪ) bulgari nota come Nominalia dei khan bulgari Tervel appartenne al clan dei Dulo e regnò per 21 anni. Secondo la cronologia del tempo egli avrebbe regnato dal 695 al 715, ma fonti più moderne spostano il suo regno al periodo 700 - 721. Le fonti contemporanee e le tradizioni popolari lo pongono come figlio ed erede di diritto del precedente sovrano bulgaro, Asparuch, fondatore del Primo Impero bulgaro. Il documento risalente al XVII secolo scritto in lingua bulgara dal titolo Cäğfär Taríxı (tuttora di dubbia autenticità), che compila una lista di sovrani bulgari, afferma infatti che Tervel fosse figlio di Asparuch e predecessore di Ajjar, sovrano quest'ultimo di cui si sa veramente poco. Lo stesso documento considera Tervel il padre del sovrano bulgaro Kormesij.

### Famiglia
Non ci sono informazioni affidabili sulla famiglia di Tervel. È noto che nel 705 gli accordi tra il sovrano bulgaro e l'imperatore bizantino deposto Giustiniano II Rinotmeto prevedevano anche il matrimonio di Tervel con la figlia minore dell'imperatore Anastasia, dalla sua prima moglie Eudochia, morta nel 695. Dopo la sua ascesa al trono di Costantinopoli, Giustiniano II rifiutò di soddisfare questa condizione degli accordi con Tervel e il matrimonio non ebbe luogo. Ci sono prove che Tervel avesse un figlio di nome Kormesij, ma c'è incertezza sul suo regno.

### L'alleanza con Giustiniano II

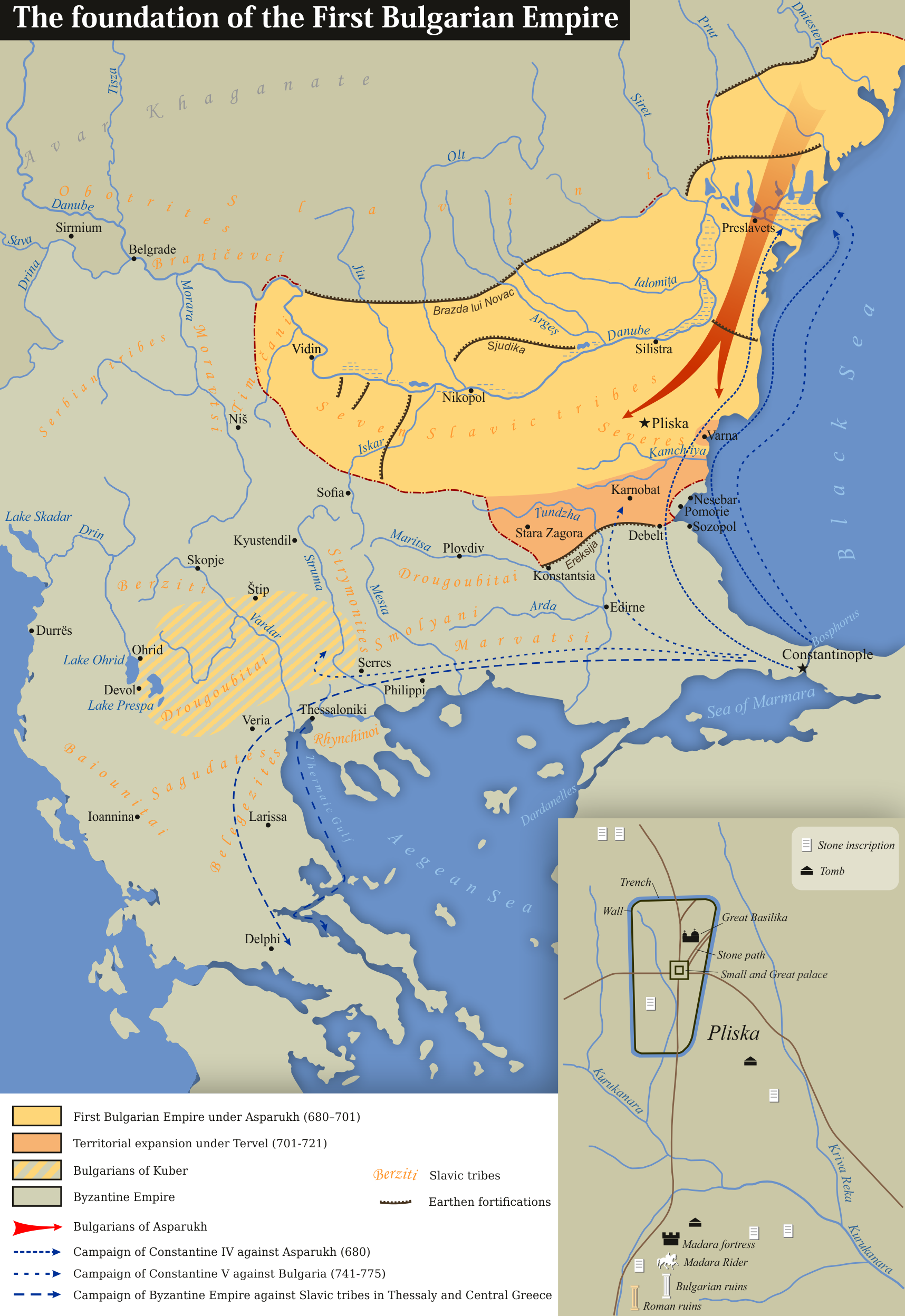
Lo Stato bulgaro sotto Asparuch (681 – 701) in giallo e sotto Tervel (700 – 721) in arancione.

Nel 705 l'imperatore bizantino detronizzato Giustiniano II Rinotmeto fuggì dal suo esilio nella Chersoneso, nella Crimea, e, dopo molte disavventure, andò da Tervel, del quale si assicurò l'assistenza militare: con 12.000 bulgari e 3.000 dei suoi sostenitori nella Tracia orientale, raggiunse Costantinopoli e, dopo un colpo di stato riconquistò la corona. Dopo aver compiuto la sua vendetta contro i suoi nemici, Leonzio e Tiberio III, Giustiniano II ricompensò Tervel con molti doni, tra i quali il titolo di Cesare, che lo rendeva secondo solo all'Imperatore stesso, facendolo diventare così il primo straniero a ricevere una simile onorificenza nella storia dell'Impero bizantino; la regione di Zagore (o Zagora) fu annessa alla Bulgaria, con il suo confine meridionale presso la fortezza Mileonite, situata sulla collina Hasara, vicino all'attuale villaggio bulgaro di Stalevo (Distretto di Haskovo). Il sovrano bulgaro venne ricompensato anche con denaro e molti doni preziosi, descritti dettagliatamente in un lessico e un'enciclopedia bizantina del X secolo chiamato "Suda". Secondo questa, su invito di Giustiniano II, Tervel posò lo scudo a terra e vi appoggiò la frusta accanto. Poi i Bizantini li ricoprono di oro e gioielli fino a ricoprirlo completamente. Accolto nel palazzo imperiale, dove fu incoronato con la corona imperiale e ricoperto dalla clamide imperiale, Tervel ottenne i diritti di legittimo sovrano sui territori che in precedenza erano appartenuti all'Impero bizantino.

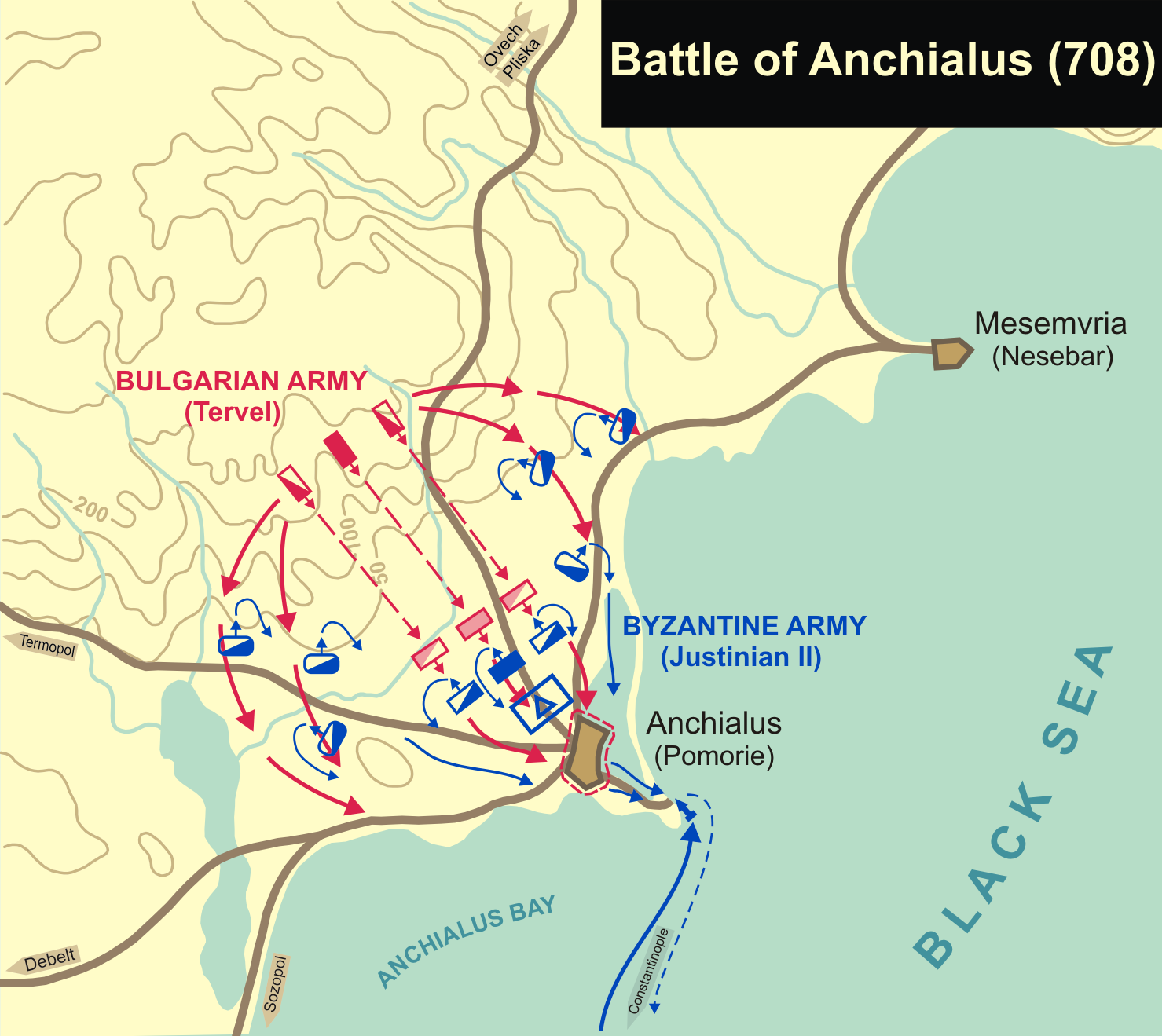
La battaglia di Anchialo fu combattuta nel 708 nei dintorni della città di Pomorie, in Bulgaria.

Solo tre anni dopo però, lo stesso Giustiniano II si adoperò per recuperare militarmente i territori ceduti in dono a Tervel. Quando si sentì sicuro sul trono, organizzò una campagna contro i Bulgari, ma fu sconfitto nel 708 nella battaglia di Anchialo. Tuttavia, Tervel non si dimostrò vendicativo: quando nel 711 l'Impero bizantino si vide gravemente minacciato da pericolose rivolte in Anatolia, Giustiniano II cercò nuovamente l'aiuto di Tervel, ma ottenne solo un esiguo aiuto tramite un contingente di 3.000 uomini. Solo quando divenne evidente che Giustiniano II era spacciato, esse si ritirarono, abbandonandolo al suo destino. Mentre la campagna in Anatolia era ancora in corso Giustiniano II venne deposto e fatto giustiziare da un suo comandante che si fece successivamente eleggere con il nome di Filippico, il quale concesse al contingente degli alleati bulgari di fare ritorno a casa. Tuttavia Tervel approfittò dei tumulti e dell'anarchia presente nell'Impero bizantino per saccheggiarne i territori della Tracia e la regione nei pressi della capitale Costantinopoli.

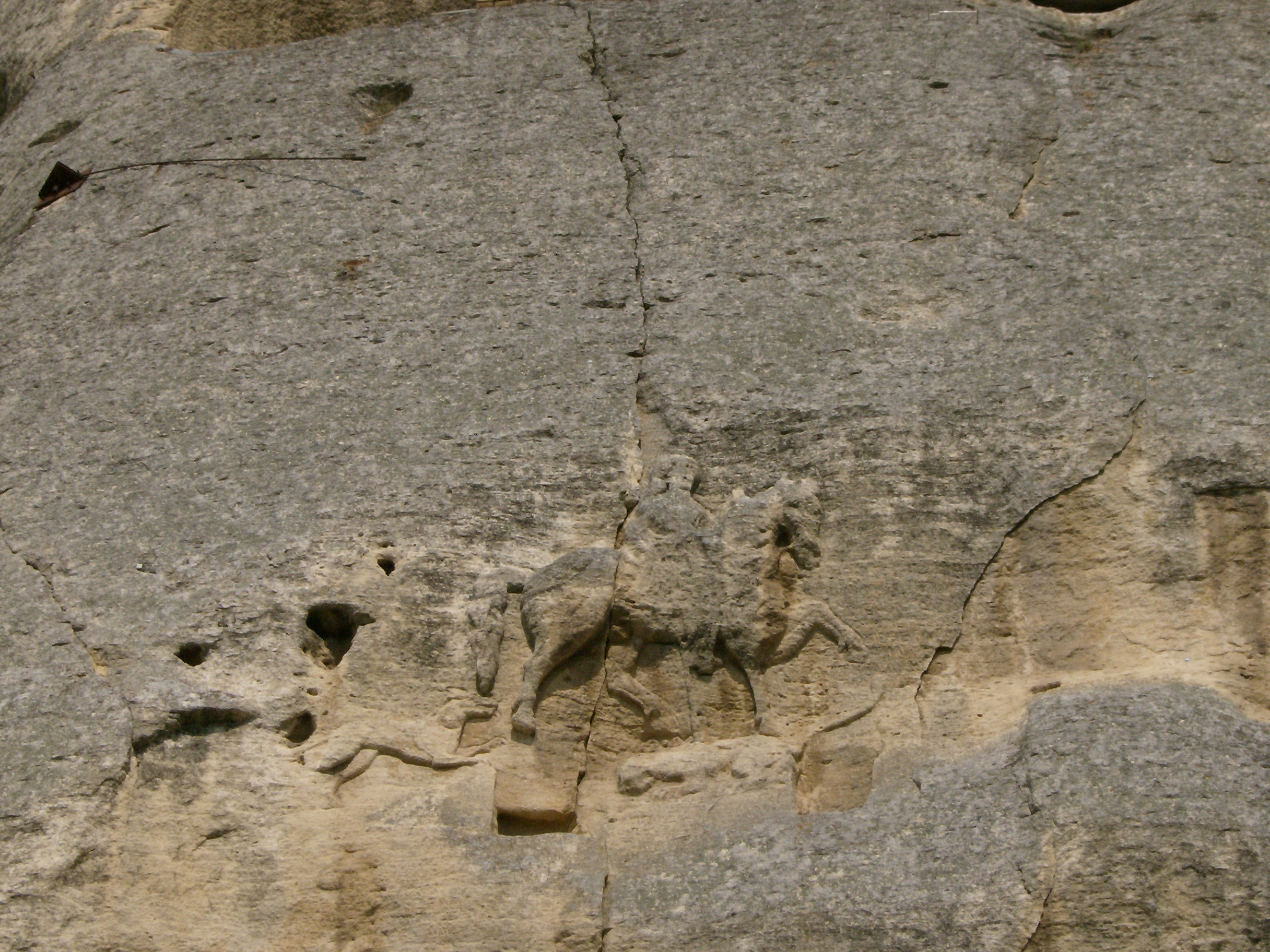
Il Cavaliere di Madara: questo singolare bassorilievo monumentale (l'unico nell'Europa medievale) è scolpito nella roccia a 23 metri di altezza, ai piedi dell'altopiano di Madara, vicino alla città di Šumen. Rappresenta un cavaliere-Khan trionfante, seguito da un cane che gli corre dietro, e davanti alle zampe anteriori del cavallo c'è la scultura di un leone trafitto da una lancia. Tutte le figure sono a grandezza naturale. La scena composita dell'immagine in rilievo immortalava il vittorioso Khan Tervel e con esso il trionfo del Khanato bulgaro. Fin dal momento della sua scultura, il Cavaliere di Madara divenne quasi un monumento associato al più grande centro di culto dei Bulgari durante il periodo pagano. La prima iscrizione su questo rilievo altamente artistico, scolpito per ordine del Khan Tervel, con la sua frase finale esprime il significato principale della scena: "E con me l'imperatore vinse bene". L'influenza della tradizione irano-sassanide e alcuni elementi dell'immagine (la staffa, la lancia con la coda di cavallo, ecc.), e soprattutto la più antica iscrizione in greco, dimostrano senza dubbio che il Cavaliere di Madara appartiene all'arte monumentale bulgara più antica.

Dopo l'assassinio di Giustiniano II nel 711 Tervel continuò a interferire negli affari dell'Impero. Nel 712, con il pretesto di voler vendicare l'amico Giustiniano II, invase la Tracia, si spinse fino alle Porte d'Oro di Costantinopoli e si impadronì di un grande bottino I Bulgari conducevano annualmente campagne sul suo territorio, come quella del 716 che raggiunse Costantinopoli. La minaccia araba e l'imminente assedio della capitale bizantina spinsero il Senato bizantino ad avviare trattative di pace con i Bulgari. Nel 716 fu concluso un trattato di pace con il nuovo imperatore Teodosio III, secondo cui: 
- L'Impero bizantino si impegnò a fare una donazione alla Bulgaria una volta all'anno, vale a dire una certa quantità di costoso drappo rosso, simbolo del potere reale e della maestosità. Questo atto riconobbe il Khan bulgaro come sovrano indipendente;
- L'Impero bizantino riconobbe i confini bulgari, compresa la regione di Zagore fra i Monti Balcani orientali e la Strandža;
- I due Paesi si impegnano a consegnare gli emigranti accusati di cospirazione contro il legittimo sovrano;
- Potevano essere importate solo le merci che recavano il sigillo dello Stato. In caso contrario, esse erano soggette a confisca: si trattava del primo caso nella storia europea di una clausola contrattuale che risolveva un problema economico.

In realtà, questo trattato rafforzò ampiamente il trattato del 705 con Giustiniano II. Inoltre, il confine tra la Bulgaria e l'Impero bizantino fu chiaramente definito. Passava per Mileonite (un insediamento a noi sconosciuto, si ipotizza che si trattasse della cima Bakădžik) Il confine iniziava dalla baia di Burgas, passava attraverso l'asse di Ereksia, che continuava per molti chilometri fino alla cima Bakădžik e da lì – al fiume Evros.
Secondo alcune ipotesi in onore di Tervel sarebbe stato eretto il più antico e imponente monumento antico bulgaro conservato in Europa, il bassorilievo Cavaliere di Madara (dichiarato dall'UNESCO patrimonio dell'umanità), come monumento in onore del dio Tengri, delle vittorie sull'Impero bizantino, in memoria del padre Asparuch e come espressione della grandezza dello Stato bulgaro.

### La guerra contro gli arabi (717-718)
Il 25 marzo 717 Leone III Isaurico fu incoronato imperatore bizantino, segnando l'inizio della dinastia isauriana. Nell'estate dello stesso anno, Maslama ibn Abd al-Malik, fratello del califfo arabo Sulayman ibn Abd al-Malik, attraversò i Dardanelli e bloccò Costantinopoli via terra con un esercito di 100.000 uomini. Anche la flotta del comandante arabo era enorme: secondo fonti arabe, contava 2.500 navi. I marinai cristiani egiziani disertarono dalla flotta araba e fornirono preziose informazioni a Leone III Isaurico sulle tattiche e le intenzioni di Maslama. Con l'aiuto del fuoco greco l'imperatore sconfisse la flotta nemica.
Già nel 717, facendo affidamento sul trattato con la Bulgaria, l'Impero bizantino si rivolse a Tervel per chiedergli aiuto, il quale, nonostante le tese relazioni diplomatiche, rispose immediatamente. Lo scontro tra i bulgari e gli arabi davanti alle mura di Costantinopoli fu testimoniato da numerose fonti bizantine, occidentali e orientali. Sebbene differivano nei dettagli, tutti concordavano che nel 718 gli arabi subirono una sconfitta senza precedenti per mano dei bulgari.

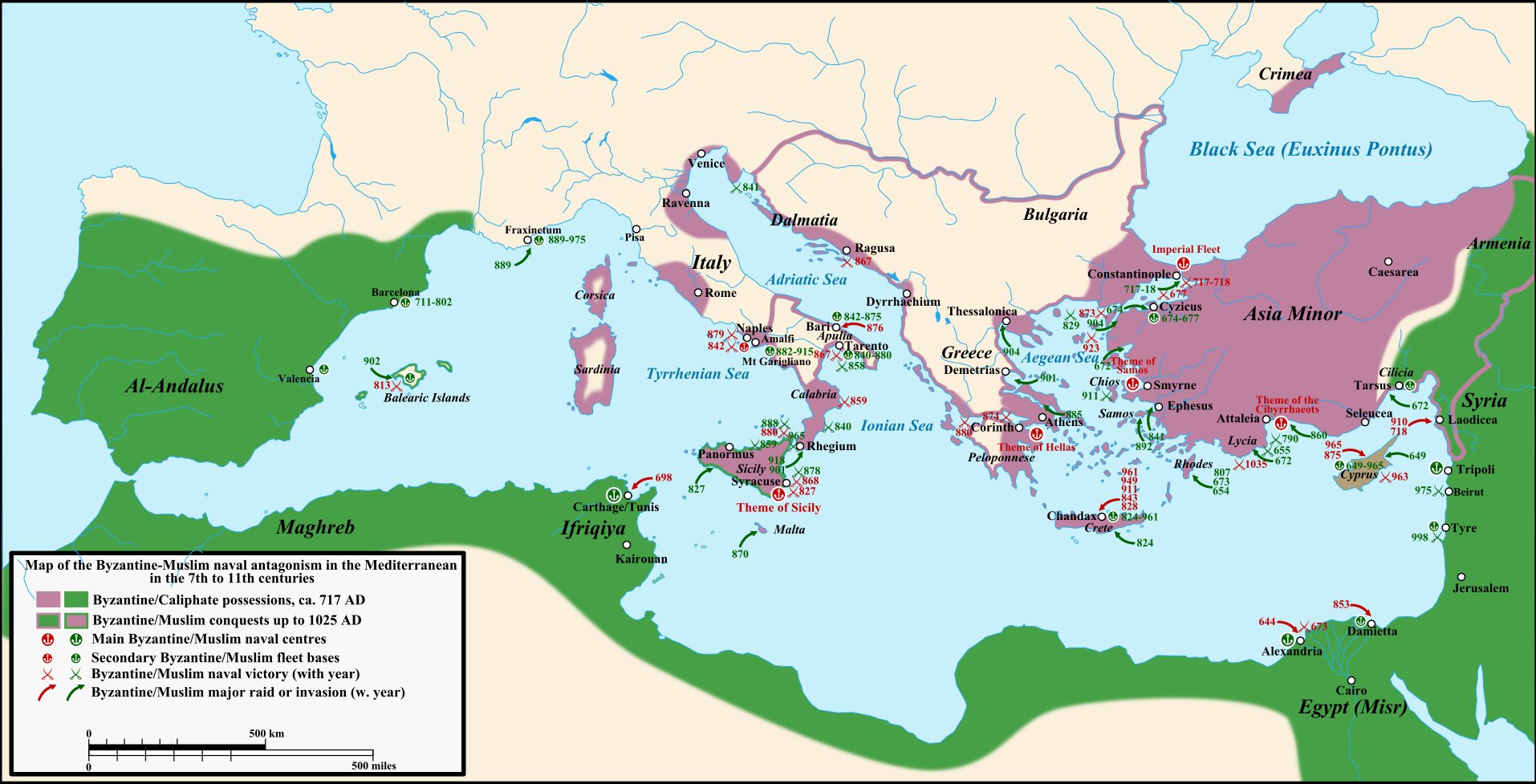
Mappa delle guerre arabo-bizantine nel Mar Mediterraneo, dal VII all'XI secolo.

All'inizio dell'assedio di Costantinopoli, i bulgari apparvero alle spalle del nemico e gran parte dell'esercito nemico fu annientato. Il pericolo per gli arabi era così grande che il loro esercito di terra dovette circondare l'accampamento con due trincee: una rivolta verso Costantinopoli e l'altra verso i bulgari. In questa guerra, gli arabi dimostrarono una tenacia straordinaria nonostante le avverse condizioni climatiche: durante l'inverno particolarmente rigido, il terreno rimase coperto di neve per 100 giorni. Nell'estate del 718 gli arabi combatterono una battaglia decisiva con i bulgari, ma furono sconfitti. Secondo il cronista Teofane Confessore nel conflitto morirono 22.000 arabi, mentre Sigebert di Gembloux parlò di 30.000 vittime. Costantinopoli fu salvata e il nome della Bulgaria si diffuse in tutti gli angoli del mondo.
Il blocco marittimo fu revocato il 15 agosto 718, esattamente un anno dopo l'inizio dell'assedio. Durante la ritirata, la flotta araba indebolita fu colpita da una tempesta e solo 5 navi riuscirono a raggiungere la Siria. I cronisti arabi stimano che il numero delle persone uccise durante la campagna fosse stato di circa 100.000. La vittoria della coalizione guidata da Leone III Isaurico, che oltre all'Impero bizantino e alla Bulgaria comprendeva anche i cazari, gli armeni e rappresentanti di altri gruppi etnici del Caucaso, sugli eserciti del Califfato arabo fermò la diffusione dell'Islam, limitandolo alla Spagna, alla parte marittima della Grecia e all'Anatolia per circa 6 secoli.
Secondo la valutazione storica la vittoria di Tervel, così come la successiva vittoria a Poitiers del maestro di palazzo franco Carlo Martello sugli arabi, fossero stati i due eventi che impedirono al Califfato omayyade di penetrare in profondità nell'entroterra europeo. Arrestando così l'invasione dell'Islam, Tervel contribuì a preservare il patrimonio culturale e storico della civiltà greco-romana, anche se in seguito contribuirono in modo significativo anche gli stessi arabi, e attraverso la loro attività letteraria e scientifica gran parte di esso fu sviluppato e trasmesso all'Europa rinascimentale.

### Anastasio II e Leone III
Nel 719 Tervel interferì ancora una volta negli affari dell'Impero bizantino. L'imperatore bizantino deposto Anastasio II attirò dalla sua parte parte della nobiltà e organizzò una cospirazione per rovesciare l'imperatore Leone III Isaurico. I sostenitori di Anastasio II gli consigliarono di cercare l'aiuto del sovrano bulgaro Tervel: la scelta fu dettata soprattutto dal suo potere e dalla sua autorità come uomo capace di portare a termine con successo qualsiasi impresa. Inizialmente il khan accolse favorevolmente Anastasio II, poi lo aiutò con un esercito e l'ingente somma di 360.000 monete d'oro ("gli diede un esercito e 50 centinaria d'oro" - 1 centinaria equivaleva a 7.200 solidi). La sua campagna non ebbe successo, poiché gli abitanti della capitale si rifiutarono di lasciarlo entrare in città. Nel frattempo, Leone III inviò una lettera a Tervel, giurandogli di rispettare i trattati, di preferire la pace alla guerra e di tradire i cospiratori e il loro capo, cosa che il khan fece, dopodiché l'ex sovrano fu decapitato e l'iconoclastia, il cui primo rappresentante tra i sovrani dell'Impero bizantino fu Leone III, fu definitivamente stabilita come dottrina religiosa ufficiale.

### Aspetto e religione
Su un oggetto comunemente ritenuto un medaglione raffigurante Tervel, scoperto nel 1972, è incisa la scritta: "Vergine Maria, proteggi il Cesare Tervel". Pertanto, la sua datazione dovrebbe essere successiva al 705-706. È anche possibile che si tratti di un sigillo di piombo, sul cui lato anteriore è raffigurato il khan stesso, con barba e lunghi capelli fluenti, che porta un elmo e una lunga cotta di maglia di metallo. Nella mano destra tiene una lancia e nella sinistra uno scudo rotondo. Questo sarebbe il primo ritratto di un sovrano bulgaro. Secondo Božidar Dimitrov, ciò conferma l'ipotesi che egli professe la religione cristiana. È possibile che Tervel si fosse convertito al cristianesimo per potersi sposare con la figlia di Giustiniano II.
La storiografia bulgara solitamente presuppone che, almeno fino all'epoca di Boris I, la religione ufficiale fosse il tengrismo. Recentemente, alcuni studiosi bulgari hanno ipotizzato che Kubrat e Tervel fossero cristiani. Molto probabilmente accettarono il cristianesimo a titolo personale.

### Morte
Secondo diversi documenti storici Tervel sarebbe morto nel 715; tuttavia, secondo lo storico bizantino Teofane Confessore, lui avrebbe avuto un ruolo nel tentativo di riportare sul trono dell'Impero bizantino l'imperatore deposto Anastasio II intorno al 719. Se Tervel fosse ancora vivo in quegli anni, allora il sovrano bulgaro che strinse un nuovo trattato con l'imperatore Teodosio III nel 716 sarebbe stato sicuramente lui, così come quello che prestò soccorso ai bizantini durante l'assedio di Costantinopoli da parte degli arabi nel 717. Secondo Teofane Confessore, Tervel uccise in battaglia almeno 22000 arabi, tuttavia il nome del sovrano bulgaro citato dallo storico bizantino è Kormesios, indicando quindi che potrebbe essere stato in realtà il suo successore Kormesij a compiere l'impresa.

## Valutazioni storiografiche
Sotto Khan Isperih il Primo Impero bulgaro dimostrò di avere diritto a un'esistenza indipendente. Sotto il Khan Tervel, in due decenni esso divenne la seconda potenza nella Penisola balcanica e un fattore con cui i bizantini dovettero fare i conti. Tervel dimostrò un grande talento diplomatico, che unì a doti di leadership militare; egli sfruttò abilmente i conflitti interni nell'Impero bizantino e divenne un fattore inevitabile ai confini settentrionali. Concludendo un trattato di pace con Giustiniano II Rinotmeto e confermandolo sotto Leone III Isaurico, riuscì a espandere territorialmente lo Stato. Al 681 esso comprendeva solo il Delta del Danubio, e intorno al 700 la Mesia. Fino al 721 il Primo Impero bulgaro oramai comprendeva Hemus (i Monti Balcani) e la regione di Zagore, a sud arrivava fino ai Monti Rodopi e ad est – fino alla linea della baia di Burgas – la cima Bakădžik – il fiume Evros. Serdica e Filippopoli erano ancora fortezze romane, ma l'influenza bulgara era in forte aumento. Alla Bulgaria fu consentito di entrare nei mercati commerciali dell'Impero bizantino e, cosa ancora più importante, ricevette un tributo dall'Impero e Tervel ricevette l'alto titolo di "Cesare", molto oro e un costoso drappo rosso, con cui i bizantini riconobbero la sua legittimità come sovrano. Il successo di Tervel nel respingere gli arabi gli diede anche importanza su scala europea. Il tentativo di Giustiniano II di trattare con i "barbari" si concluse con un fallimento. Tervel dimostrò anche un senso di storicità ordinando che il Cavaliere di Madara venisse scolpito in suo onore.

## Santo
Nella sua "Storia slavo-bulgara" del 1762 il monaco bulgaro Paisij di Hilendar menzionò per primo un re e santo bulgaro di nome Trivelius. Secondo Paisij, Trivelio era il padre di un altro re di nome Terbalo e faceva parte di una lista di sovrani oggi considerata del tutto inaffidabile. Nella "Storia" di Paisij Trivelio ebbe un ruolo importante nella creazione dello Stato bulgaro, battezzò il popolo bulgaro, poi abdicò al trono e divenne monaco con il nome di Teoctista. Lo stesso Paisij annotò che Trivelius visse nel 703, che secondo la storiografia moderna cade durante il regno di Tervel. Nell'"Elenco dei nomi dei principi bulgari" del sacerdote bulgaro Jovčo (probabilmente redato intorno al 1839), il nome "Trivelij" segue quello di Asparuch. Alcuni storici tendono anche a sostenere l'identificazione di Tervel con San Trivelio. Ciò è solitamente associato all'ipotesi di una conversione più precoce dei bulgari al cristianesimo rispetto alla datazione stabilita dalla storiografia a metà del IX secolo.
Durante il Risorgimento bulgaro, San Trivelio acquisì una certa popolarità e le sue icone furono collocate in numerose chiese e monasteri di quel periodo. Oggi la Chiesa ortodossa bulgara annovera Trivelius Theoctista tra i santi ortodossi, ne commemora la memoria il 3 settembre e lo considera identico al sovrano Tervel.
Il 27 aprile 2011 a Madara, nella regione di Šumen, fu consacrato il primo tempio dedicato a San Trivelio.